# Zujgachbjur
Zujgachbjur – wieś w Armenii, w prowincji Szirak. W 2011 roku liczyła 411 mieszkańców.